# As Told by Princess Bess

As Told by Princess Bess est un film muet américain réalisé par Frank Montgomery et sorti en 1912.

## Fiche technique
- Réalisation : Frank Montgomery
- Scénario : James Dayton
- Producteur : William Selig
- Société de production : Selig Polyscope Company
- Société de distribution : General Film Company
- Pays de production :  États-Unis
- Langue : film muet avec les intertitres en anglais
- Métrage : 300 mètres
- Format : Noir et blanc — 35 mm — 1,33:1 — Muet
- Genre : Film dramatique
- Durée : 10 minutes
- Date de sortie : États-Unis : 1er mars 1912

## Distribution
- Hobart Bosworth
- Jane Keckley
- Roy Watson
- Frank Richardson
- Eugenie Besserer
- Mona Darkfeather
- Red Wing